# Joshua Longstaff
Joshua Longstaff (Portland, 6 agosto 1982) è un allenatore di pallacanestro statunitense, vice-allenatore degli Charlotte Hornets.